# 조지 길레스피

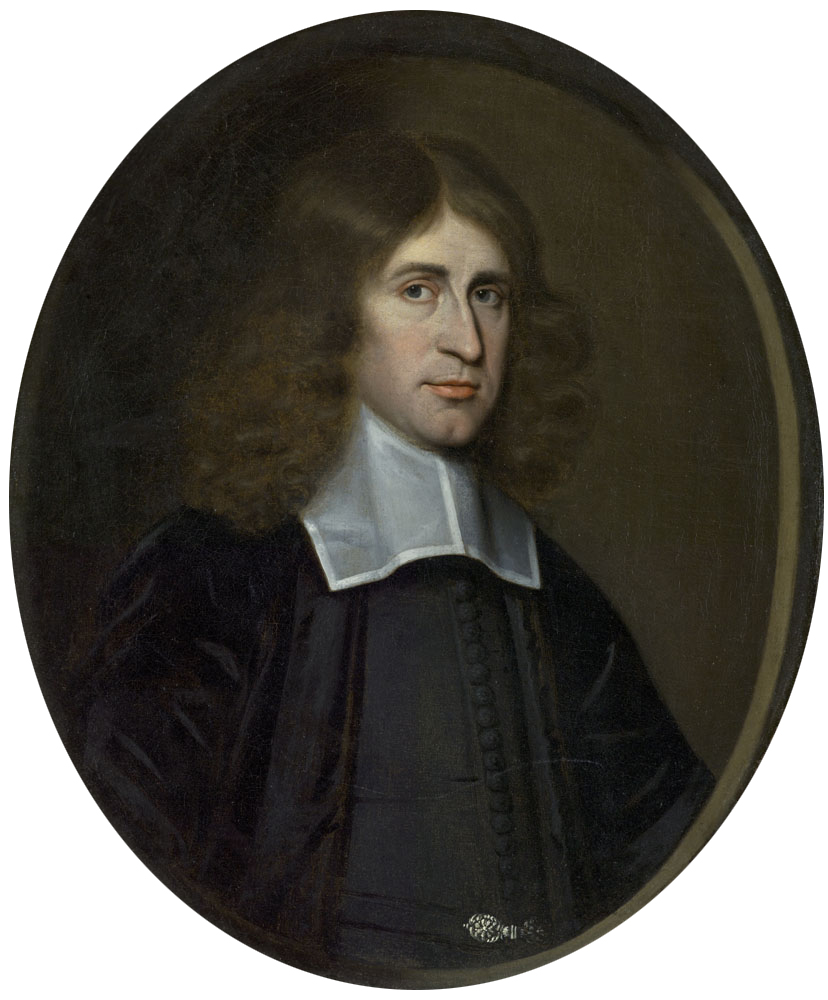
조지 길레스피

조지 길레스피(George Gillespie, 1613년 1월 21일 - 1648년 12월 17일)은 스코틀랜드 신학자이며 목회자이다. 그의 가장 훌륭한 작품은 < 아론의 싹난 지팡이 >로 장로교 정치제도를 방어하는 내용을 담고 있다. 그것은 에라스투스주의를 반대하는 글로 토머스 콜먼을 반박하고 있다.

## 생애
조지 길레스피의 부친은 존 길레스피 목사며 모친은 당대의 신학자이며 역사가인 패트릭 심프슨 목사의 딸이었다.
16세 때, 세인트앤드루스 대학교에서 학위를 받고, 새뮤얼 루더포드 목사의 후원하에 켄뮤어 가정의 채플린으로 섬겼다.

## 신학

### 두 왕국교리에 관하여[2]

#### 두 왕국의 공통점
1. 모두 하나님으로부터 왔다.
2. 모두 하나님의 법과 계명을 지켜야 한다.
3. 루터에 의햐면, 위정자와 교회 사역자들은 "아버지"로 여겨지며, 이것은 십계명의 다섯째 계명에 해당한다.
4. 위정자와 사역자는 모두 하나님의 영광과 사람들의 안녕을 위혀 선출된 것이다.
5. 모두 서로간에 이익이 되어야 한다.
6. 모두 정치적 권력을 갖고 있다.
7. 각각은 단일의 재능과 자격, 기부가 필요하다.
8. 모두 범죄의 무게에 따라 금지와 교정이 있다.
9. 모두 범죄의 중대성에 따라 범죄가 확정될 경우, 적절한 형벌만이 가해질 것.
10. 모두 외부 일들에 대해 법리를 가진다. 비록 교회 권력은 주로 개인의 내적인 영적 상태와 관련하여 교회치리가 그 개인의 파면으로 나타날 수 있다.

#### 두 왕국의 차이점
1. 효과적인 원인: 국가의 왕은 시민의 권력을 제정한다. 성도들의 왕은 교회의 권력을 제정한다.
2. 내용: 위정자는 세속의 권위와 임시의 무력을 가지며, 주권적, 입법적, 징벌적, 강제적이다. 교회권력은 천국의 열쇠를 가진다.
3. 형식: 위정자는 권위와 지배에 있어서 하나님의 즉각 복종한다. 교회 권력은 사역적이며 교회의 왕이신 예수 그리스도께 즉각 복종한다.
4. 목적: 위정자의 궁극적 목적은 국가의 왕으로써 하나님께 영광을 돌리는 것이다. 교회의 권위의 목적은 근시적인 것과 원시적인 것이다. 근시적인 것은 예수 그리스도의 영광이고, 원시적인 것은 하나님의 영광이다.
5. 효과: 위정자는 시민법, 보상과 형벌에 영향을 준다. 교회 권력은 신앙에 관한 논쟁, 교회의 질서와 윤리적인 문제, 교회 사역자를 임명, 교회치리를 결정한다.
6. 관심사: 국가 권력은 오직 평화, 전쟁, 정의등 왕과 국가의 관심사, 즉 사람의 외적인 일에만 신경을 쓴다. 교회 권력은 하나님과 관련된 일을 처리한다. 즉, 사람의 내적인 일이다.
7. 부가적인 것: 교회 권력은 기도 없이는 행해져서는 안된다. 하지만, 국가 권력은 그렇게 할 의무가 없다. 많은 경우에 있어서 국가 권력은 한 사람에게 주어지고, 교회 권력은 총회 또는 당회에 주어진다.
8. 상호관계: 국가의 권위 아래서 사람은 하나의 국가공동체 또는 시민 조직으로 모이지만 교회는 영적인 조직이다.
9. 궁극적 마침: 교회는 파면이상을 갈 수 없고, 국가는 범죄자들을 사형이상 갈 수 없다.
10. 분리된 실행: 때로는 교회가 국가가 할 수 없는 특정한 형벌에 제재를 가할 수 있고 그 반대도 마찬가지이다.

### 예배에 관하여[3]
예배의 정해진 규정 ( Regulative Principles of Worship ) 에 대하여 길레스피는 개혁주의 신학자들을 인용하여 '하나님을 예배하기 위해 구원받은 자가 궁극적으로 의무를 규정하는 것은 하나님 자신이다'라고 주장하였다. 또한, '로마 가톨릭교회와 같이, 하나님 말씀 외에, 교회가 명령하는 것에 복종하는 것은 그 사람과 그 기관의 노예가 되는 것과 동등한 것이다'라고 주장하였다. 하지만, 예배 모임의 위치, 시간등의 일들은 교회가 자유로이 정할 수 있다고 보았다.

## 저서
- 잉글란드의 로마교적 예식들을 향한 반박문>(A Dispute against the English Popish Ceremonies)
- Male Audis; or, An Answer to Mr. Coleman and His Male Dicis (London: Robert Bostocke, 1646)
- An Assertion of the Government and Order of the Church of Scotland(Edinburgh, 1641)
- Aaron's Rod Blossoming (1646)

## 같이 보기
- 새뮤얼 루더포드
- 데이비드 반드루넨